# Александровка (Белопольский район)
Алекса́ндровка (укр. Олександрівка) — село,
Тучненский сельский совет,
Белопольский район,
Сумская область,
Украина.
Код КОАТУУ — 5920689202. Население по переписи 2001 года составляет 142 человека .

## Географическое положение
Село Александровка находится на расстоянии в 3 км от истоков рек Вир и Бобрик.
На расстоянии в 1,5 км расположены сёла Тучное и Комарицкое.
По селу протекает пересыхающий ручей с запрудами.

## Экономика
- Молочно-товарная ферма.